# Angela Kepler
Angela Kay Kepler (geborene Brownscombe; * 20. Dezember 1943 in Sydney) ist eine in Australien geborene neuseeländische Naturwissenschaftlerin und Autorin.

## Leben
Angela Kepler sammelte als Kind Schmetterlinge und Käfer in ihrer Heimat Neuseeland. 1963 erlangte sie den Bachelor of Science an der University of Canterbury in Christchurch. Von 1964 bis 1966 war sie Stipendiatin des East-West Center an der University of Hawai'i, wo ihr Interesse an der hawaiianischen Naturkunde und Kultur begann. 1966 graduierte sie zum Master of Science an der University of Hawaii. 1971 wurde sie an der Cornell University in New York zum Ph.D. promoviert. Als Postdoc arbeitete sie ein Jahr an der University of Oxford.
Von 1976 bis 1988 arbeitete sie an der U.S. Fish and Wildlife Field Station auf Maui, nahm an landesweiten Waldvogelstudien des USFWS teil und schrieb Bücher, wissenschaftliche Arbeiten und Zeitschriftenartikel über die hawaiianische Tierwelt und Kultur, mit einem langjährigen Interesse insbesondere an hawaiianischer Federarbeit.
Angela Kepler leitete Ökologie- und Naturschutzprojekte auf Hawaii, in Alaska, im Fernen Osten Russlands und in der Karibik sowie auf Inseln und Atollen des Pazifischen Ozean. Hier war sie in zahlreichen Arbeiten in Naturschutzgebieten eingebunden. Als unablässige Freiwillige der Regierung Kiribatis setzte sie sich dafür ein, dass das Millennium Island zum Nationalpark und UNESCO-Welterbe erklärt wird. Für diesen Einsatz wurde sie im Jahr 2000 von Präsident Teburoro Tito zur Ehrenbürgerin Kiribatis ernannt.
Als Wissenschaftlerin und Feldornithologin bereiste sie an die 90 Länder. Angela Kepler ist in zweiter Ehe mit Frank Rust verheiratet. Zuvor war Cameron B. Kepler ihr Ehemann.

## Autorin
Als Autorin publizierte Kepler Artikel und Bücher über Vögel. Darunter eine Studie zur Ökologie der Todis oder zum Brutverhalten des Perlbrustkuckucks (Coccyzus euleri) sowie über die Fauna Hawaiis und Puerto Ricos. In Puerto Rico arbeitete Kepler zu Farnen im El Yunque National Forest.
Im Jahr 2001 verfasste Kepler den Abschnitt über die Todis im sechsten Band des Handbook of the Birds of the World.

## Dedikationsnamen
Nach Kepler wurden zwei Arten benannt: Der Puerto-Rico-Waldsänger (Dendroica angelae), eine endemische Vogelart der Fauna Puerto Ricos, beinhaltet ihren Vornamen. In ihrer Erstbeschreibung schreiben Cameron B. Kepler und Kenneth Carroll Parkes: The authors are delighted to continue this tradition and name this distinctive new parulid for its co-discoverer, Angela Kay Kepler, who, in addition, located the El Yunque population and found the individual that became the first collected specimen. (deutsch: Die Autoren sind erfreut diese Tradition fortzusetzen und nennen diesen unverwechselbaren neuen Waldsänger zu Ehren der Mitentdeckerin Angela Kay Kepler, die zusätzlich die Populationen im El Yunque National Forest erkannte und auch den ersten gesammelte Balg dieser Spezies fand.)
Das Artepitheton der subfossilen Rallenart Porzana keplerorum, die einst auf den Inseln Hawaiis lebte und erstmals 1991 beschrieben wurde, bezieht sich sowohl auf Angela Kepler als auch auf Cameron B. Kepler. Die Erstbeschreibung erfolgte durch Storrs Lovejoy Olson und Helen Frances James. In der Widmung zur Etymologie des verwendeten Namens heißt es: To Cameron B. Kepler and Angela K. Kepler, who have in many ways aided our field investigations in the Hawaiian Islands, especially on Maui, and assisted in collecting some of the type material of this species. (deutsch: Für Cameron B. Kepler und Angela K. Kepler, die uns immer bei unseren Feldforschungen auf den Inseln Hawaiis, insbesondere auf Maui, halfen und uns dabei unterstützten, einiges Material dieser Art zu sammeln.)

## Publikationen
- Common ferns of Luquillo Forest, Puerto Rico, Inter American University Press, 1975, ISBN 978-0-913480-08-3
- Comparative study of todies (Todidae), with emphasis on the Puerto Rican tody, Todus mexicanus, Nuttall Ornithological Club (16), 1977
- mit Cameron B. Kepler: Status and Nesting of the Yellow-billed Cuckoo in Puerto Rico, The Auk Vol. 95(2), S. 417–418, 1978[6]
- mit Cameron B. Kepler: The sea-birds of Culebra and its adjacent islands, Puerto Rico, Living Bird 16, S. 21–50, 1978
- mit Cameron B. Kepler: A first record of the nest and chicks of the Small Kaua'i Thrush, Condor 85(4), S. 497–499, 1983[7]
- mit Douglas Peebles, Jeri Bostwick, Momi Cazimero: Pua Nani Hawaii is a Garden, Mutual Publishing, 1987
- mit David H. Ellis, Cameron B. Kepler, Katino Teebaki: Eudynamis taitensis on Caroline Atoll, Kiribati, Emu 90,202, 1990[8]
- Trees of Hawai'i, University of Hawaii Press,  1991, ISBN 978-0-8248-1329-1
- mit Cameron B. Kepler: Haleakala: A Guide to the Mountain, Mutual Publishing, 1992, ISBN 978-0-935180-67-1
- mit Cameron B. Kepler, David H. Ellis: Part II. Seabirds, other terrestrial animals, and conservation, Atoll Research Bulletin, No 398, 1994[9]
- Maui's Floral Splendor, Mutual Publishing, 1995, ISBN 978-1-56647-057-5
- mit Jacob R. Mau: Proteas in Hawaii, Mutual Publishing, 1996, ISBN 978-0-935180-66-4
- mit Jacob R. Mau: Exotic Tropicals Of Hawaii - Heliconias, Gingers, Anthuriums And Decorative Foliage, Mutual Publishing, 1996
- Hawaiian heritage plants, University of Hawaii Press,  1998, ISBN 978-0-8248-1994-1
- mit Paul W. Sykes, Jr., Cameron B. Kepler, J. Michael Scott: Kioea (Chaetoptila angustipluma), The Birds of North America, No 535e, 2000
- mit Paul W. Sykes, Jr., Cameron B. Kepler, J. Michael Scott: Kauai Oo (Moho braccatus), Oahu Oo (Moho apicalis), Bishop's Oo (Moho bishopi), Hawaii Oo (Moho nobilis), and Kioea (Chaetoptila angustipluma), The Birds of North America, no. 535, 2000
- A Pocket Guide to Maui's Hana Highway, Mutual Publishing, 2004, ISBN 978-1-56647-665-2
- Haleakala: From Summit to Sea, Mutual Publishing,  2005, ISBN 978-1-56647-756-7
- Todies: An entry from Thomson Gale's Grzimek's Animal Life Encyclopedia, Thomson Gale, 2004
- West Maui: A Natural History Guide, Mutual Publishing, 2007, ISBN 978-1-56647-823-6